# ダビド・フェレイロ
ダビド・フェレイロ・キローガ（'David Ferreiro Quiroga ,  1988年4月1日 - ）は、スペイン・ガリシア州オウレンセ県バーニョス・デ・モルガス出身のプロサッカー選手。セグンダ・ディビシオンのFCカルタヘナに所属している。ポジションはMF。

## 来歴
2006年にCDオウレンセに入団。1シーズンBチームでプレーした後、2007年にセグンダ・ディビシオンB所属のトップチームに昇格。以降サモラCFなどでプレーした。
2011年8月2日、グラナダCFと契約した後、カディスCFへのローン移籍が決定。グラナダではプレーすることは出来ず、以降はラシン・サンタンデール、エルクレスCFにローン移籍でプレーした。
2014年7月、CDルーゴに移籍。2シーズン主力として活躍。
2016年6月20日、SDウエスカと2018年までの契約を締結。2017-18シーズン、ウエスカはセグンダ・ディビジョンで2位に入り、初のプリメーラ・ディビシオンに昇格となり、契約も延長。2019年1月6日のレアル・ベティス戦で、リーガ初ゴールを決め、ホームエル・アルカラスでのリーガ初勝利をもたらした。
2022年7月4日、FCカルタヘナに2年契約で移籍した。